# Carahue (kommun)
Carahue är en kommun i Chile.   Den ligger i provinsen Provincia de Cautín och regionen Región de la Araucanía, i den södra delen av landet, 600 km söder om huvudstaden Santiago de Chile.
I omgivningarna runt Carahue växer i huvudsak städsegrön lövskog. Runt Carahue är det glesbefolkat, med 15 invånare per kvadratkilometer.